# 마전초등학교 (경기)
마전초등학교는 대한민국 경기도 안성시에 있는 공립 초등학교이다.

## 학교 연혁
- 1956.07.28 삼죽초등학교 마전분교 인가
- 1958.04.30 마전초등학교 승격 개교
- 1995.03.01 병설유치원 1학급인가
- 1999.03.01 마전초등학교로 개칭

## 참고 자료
- 마전초등학교 - 한국교육학술정보원 학교알리미